# Красный Яр (Жирновский район)
Красный Яр — посёлок городского типа в Жирновском районе Волгоградской области России. Административный центр Красноярского городского поселения.
Располагается в 275 км к северу от Волгограда, в 39 км к югу от районного центра — Жирновска, в южной части Приволжской возвышенности, на реке Медведица.
Железнодорожная станция Ададурово Приволжской железной дороги на линии Петров Вал — Балашов.

## Происхождение названия

### Первая версия
Красноярская степь — так называлось в XVIII веке степное в то время пространство в Камышинском уезде от реки Медведицы, пролегавшее по речке Добринке и верховьям рек Иловли и Карамыша до приволжских гор. Глухая и ровная степь эта, прорезанная дорогами и усеянная сторожевыми курганами, представляла в 1770-х годах удобное место для разбойников. Территория в низовье речки Добринки, где находились красноярские хутора, называлась Красноярским юртом.

### Вторая версия
Название Красный Яр произошло от местоположения поселения. Красный Яр — так называли урочища на берегах рек: яр — крутой возвышенный берег, а красный указывает на красоту места.

### Третья версия
Селение получило название от «яра», в котором когда-то росло много дикой вишни. Издали, когда вишня начинала зреть, яр преображался в красный цвет.

## История
В 1747 году началась государственная разработка соли на озере Эльтон, которая положила начало заселению Заволжья.
Для перевозки соли к Волге правительство учредило гужевые тракты, переселило с Украины чумаков-солевозов. Так возникли поселения Николаевска, Рахинка, Царёв, Красный Яр на Медведице.
В 1777 году разбойничий атаман Рыжий вместе со своей шайкой напал на Красноярскую юрту на проезжих малороссиян и захватил богатую добычу деньгами. Затем две недели держал в осадном положении красноярские хутора. В 1781—1782 годах в этих краях разбойничал атаман Максим Дягтеренко — малоросс, беглый солдат-гусар.. Появился он в 1781 году и устроил разбойничий стан в 30 верстах от Красного Яра, в глубоком Рассыпном буераке, недалеко от которого проходили тракты и важные дороги. он периодически делал налёты — грабил и разорял проезжих.
По ревизской сказке за 1816 год в слободе Красный Яр проживало 797 семей. В 1894 году близ Красного Яра открывается станция Ададурово железнодорожной ветки Тамбов-Камышин Рязано-Уральской железной дороги. В начале XX века слобода являлась центром Красноярской волости Камышинского уезда Саратовской губернии
Согласно списку населённых мест Камышинского уезда в 1911 году село населяли бывшие государственные крестьяне. Крестьяне села составляли два сельских общества. Первое общество составляли крестьяне-малороссы, всего 6022 человека, второе – великороссы, 2286 человек. В селе имелись 3 церкви, 3 церковно-приходские школы, земская школа, больница, ветеринарный пункт.
В 1928 году Красный Яр стал административным центром Красноярского района Камышинского округа Нижневолжского края. Красноярский район был образован из Верхне-Добринской и Красноярской волостей Камышинского уезда Саратовской губернии, а также Мало-Ольховского и Перещипновского сельсоветов Гусельской волости Камышинского уезда. На момент образован в состав района вошёл 31 сельсовет. В 1935 году Красноярский район был ликвидирован, 11 сельсоветов прежнего Красноярского района, в том числе Красноярский, вошли в состав вновь образованного Молотовского района. Село Красный Яр стало административным центром Молотовского района (в 1957 году переименован в Красноярский район).
В 1963 году Красноярский район был ликвидирован, Красный Яр включён в состав Жирновского района
Статус посёлка городского типа — с 1958 года. В 1973 году в состав рабочего посёлка Красный Яр был включён посёлок при ж.д. станции Ададурово.

## Физико-географическая характеристика
Посёлок находится в пределах Приволжской возвышенности, являющейся частью Восточно-Европейской равнины, на левом берегу реки Медведица. Высота центра населённого пункта — 107 метров над уровнем моря. В окрестностях Красного Яра распространены пойменные кислые почвы и чернозёмы.
Красный Яр расположен в 270 км к северу от Волгограда и 38 км к югу от районного центра города Жирновск. Ближайший крупный город Камышин расположен в 100 км к юго-востоку от Красного Яра.
Климат
Климат умеренный континентальный (согласно классификации климатов Кёппена — влажный континентальный климат (Dfa) с тёплым летом и холодной и продолжительной зимой). Многолетняя норма осадков — 422 мм. Наибольшее количество осадков выпадает в июне — 49 мм, наименьшее в марте — 22 мм. Среднегодовая температура положительная и составляет + 6,4 С, средняя температура самого холодного месяца января −10,0 С, самого жаркого месяца июля +22,0 С.
Часовой пояс
Красный Яр, как и вся Волгоградская область, находится в часовой зоне МСК (московское время). Смещение применяемого времени относительно UTC составляет +3:00.

## Население
Динамика численности населения
| 1897 | 1911 | 1939 | 1959 |
| ---- | ---- | ---- | ---- |
| 6438 | 8308 | 6178 | 8270 |

| 1970  | 1979  | 1989  | 2002  | 2009  | 2010  | 2012  |
| ----- | ----- | ----- | ----- | ----- | ----- | ----- |
| 7754  | ↘7572 | ↘7466 | ↗7710 | ↘7444 | ↘6992 | ↘6801 |
| 2013  | 2014  | 2015  | 2016  | 2017  | 2018  | 2019  |
| ↘6638 | ↘6475 | ↘6427 | ↘6374 | ↘6275 | ↘6155 | ↘6067 |
| 2020  | 2021  |       |       |       |       |       |
| ↘5992 | ↘5738 |       |       |       |       |       |

Национальный состав
По данным переписи населения 1939 года: украинцы — 53,9% или 3328 чел., русские — 44,2% или 2728 чел.